# Монастырь Михельфельд (Верхний Пфальц)
Монастырь Михельфельд (нем. Kloster Michelfeld) — бывший бенедиктинский монастырь, располагавшийся на территории одноименного района баварского города Ауэрбах-ин-дер-Оберпфальц и относившийся к архиепархии Бамберга. Монастырь был основан 6 мая 1119 года епископом Оттоном I и освящён в честь Святого Михаила и Иоанна Богослова. В ходе Реформации, в 1556 году, монастырь был распущен, но в 1669 его здание было возвращено бенедиктинскому ордену курфюрстом Фердинандом Марией. Новое здание монастыря и его церковь были перестроены между 1680 и 1700 годами по планам архитекторов Иоганна и Вольфганга Динценхоферов.